# Liopropoma maculatum
Liopropoma maculatum är en fiskart som först beskrevs av Döderlein, 1883.  Liopropoma maculatum ingår i släktet Liopropoma och familjen havsabborrfiskar. Inga underarter finns listade i Catalogue of Life.